# TPB AFK
TPB AFK: The Pirate Bay Away From Keyboard (The Pirate Bay lejos del teclado) es una película documental cuyo lanzamiento se previó para el 2011.
Producida por Simon Klose, está basada en las vidas de los tres creadores de The Pirate Bay (un tracker) - Peter Sunde, Fredrik Neij, y Gottfrid Svartholm. La filmación comenzó en el verano del 2008, un tiempo después de haber iniciado el proceso en contra de The Pirate Bay y se concluyó el 25 de agosto de 2012.
La película incluye escenas cuando los tres fueron activamente parte del sitio, un extracto de la película salió a la luz en el 2009. El filme también sigue de cerca los acontecimientos que suceden durante el proceso judicial en contra de The Pirate Bay. El sitio oficial de la película fue lanzado el 28 de agosto de 2010, juntamente con una campaña en línea para la captación de los fondos necesarios para cubrir el presupuesto de producción del filme ($25,000) los cuales servirían para contratar un editor profesional una vez terminado el proceso judicial. La totalidad de los fondos fue recaudada en tres días. El Filme será lanzado bajo licencia Creative Commons en The Pirate Bay y otros sitios BitTorrent; también aquellos que quieran ayudar a los desarrolladores podrán adquirir un DVD de la película.

## Lanzamiento
El documental se encuentra bajo la licencia Creative Commons Atribución-NoComercial-NoDerivadas en The Pirate Bay y otros sitios BitTorrent. También, fue lanzada al mismo tiempo una versión más corta de cuatro minutos para aquellos que deseen mezclar o reeditar su propia versión del documental, cuenta con una edición con contenido restringido, donde ciertos derechos de autor fueron eliminados, bajo una diferente licencia Creative Commons Atribución-NoComercial-CompartirIgual.
Los que quieran apoyar a los creadores, aparte de la donación por Internet, pueden comprar la versión DVD y descargarla. El precio de preorden del DVD es de  $23 USD y por descarga $10 USD, que viene con escenas eliminadas y adicionales. La preorden puede ser hecha en el sitio oficial del documental. El estreno de TPB AFK fue en el Festival Internacional de Cine de Berlín el 8 de febrero de 2013, abriendo la sección de documentales del festival, y fue lanzada en internet como descarga gratuita por todo el mundo (o compra) exactamente al mismo tiempo en YouTube y en The Pirate Bay.